# Raúl Cárdenas Thomae
Raúl Cárdenas Thomae (Monclova, Coahuila, 12 de marzo de 1975) es un abogado, catedrático y funcionario público mexicano, reconocido por ocupar una variedad de cargos públicos en las ciudades de Nuevo Laredo y Reynosa como Director de Asuntos Internos de la Secretaría de Contraloría y Transparencia y Director Jurídico Municipal. En la actualidad se desempeña como Secretario del Ayuntamiento de Nuevo Laredo.

## Biografía

### Primeros años y estudios
Cárdenas nació el 12 de marzo de 1975 en la localidad de Monclova, Coahuila. En 1992 ingresó en la Universidad Valle del Bravo en Nuevo Laredo, obteniendo su Licenciatura en Derecho en 1996.  Acto seguido obtuvo una Licenciatura en Comercio Exterior en la Universidad Autónoma de Tamaulipas Nuevo Laredo y más adelante una Maestría en Contabilidad y Tributación Internacional en la misma institución educativa. A comienzos de la década de 2000 realizó un Diplomado en Impuestos Internacionales en la Universidad de Harvard.

### Carrera

#### Décadas de 1990 y 2000
Inició su trayectoria vinculado a la Administración Local Jurídica de Ingresos de Nuevo Laredo como abogado en 1997, permaneciendo en su cargo hasta 1998 cuando fue nombrado Jefe del Departamento de la Subadministración de Resoluciones de la misma administración. Entre 1999 y 2001 ofició como Subadministrador de Asuntos Especiales de la Administración Local Jurídica de Ingresos en la localidad de Reynosa, donde trabajó de la mano con la Procuraduría General de la República y la Secretaría de Hacienda y Crédito Público.
Durante 2001 y 2002 se desempeñó como Subadministrador de la Aduana de Reynosa, inicialmente haciéndose cargo de la división de asuntos legales y más adelante de la división de operación aduanera en el municipio de Tamaulipas. Al finalizar su cargo inició una carrera como abogado litigante en materia fiscal, mercantil, laboral y de comercio exterior. Paralelamente se desempeñó como catedrático universitario en el Instituto Internacional de Estudios Superiores de Reynosa en la carrera de Licenciatura en Comercio Internacional y como expositor en varios simposios sobre comercio internacional, administración tributaria y contaduría pública. El 11 de agosto de 2004 fue elegido presidente de la Academia Fiscal de Tamaulipas en Nuevo Laredo.

#### Décadas de 2010 y 2020
En el año 2013 se integró como funcionario municipal en el cargo de Director de Asuntos Internos de la Secretaría de Contraloría y Transparencia. Dos años después fue nombrado Director Jurídico Municipal del Ayuntamiento de Nuevo Laredo. El 1 de octubre de 2016 tomó protesta como Secretario del Ayuntamiento de Nuevo Laredo durante la primera sesión de cabildo de la administración municipal encabezada por el presidente Municipal Enrique Rivas Cuéllar. Dos años después y tras la reelección de Rivas Cuéllar, Cárdenas fue ratificado en su cargo como secretario hasta el año 2021.